# シロバナネコノメソウ
シロバナネコノメソウ（白花猫の目草、学名：Chrysosplenium album）は、ユキノシタ科ネコノメソウ属の多年草。

## 特徴
根出葉は花時には枯れている。走出枝は地上性で、花後に伸長し、白色の軟毛が密生し、葉が対生する。植物体全体に白軟毛が多い。葉身は長さ2-10mm、幅3-16mmになる扇状円形から円腎形で、基部は鈍形またはくさび形となり、上縁には5-9個の半円状の鋸歯がある。葉柄は長さ0.3-3cmになる。花茎はふつう高さ5-10cmになり、暗紫色をおび、白色の軟毛が生える。茎葉は1-2対が対生する。
花期は4-5月。花の径は3-5mm、花柄は長さ1-4mmになる。萼裂片は4個で花時に直立し、長さは3-5mm、長卵形で先端は鋭形になり、花時に白色であるが花後に淡緑色に変わる。花弁は無い。雄蕊は8個あり、萼裂片と同じ長さか、またはやや長く、花時に直立する。裂開直前の葯は暗紅色をし、後に黒紫色になる。子房は上位。花柱は2個あり、長さ1.5-2mmで、花時に直立する。果実は朔果で斜開し、2個の嘴はほぼ同じ長さで、萼裂片から突出する。種子は卵形で、長さ0.6-0.7mm、縦に10数個の隆条があり、乳頭状の突起が密にならぶ。

## 分布と生育環境
日本固有種。本州の近畿地方・中国地方、四国、九州に分布し、樹林下の谷沿いの湿った場所に生育する。

## 名前の由来
和名シロバナネコノメソウは、「白花猫の目草」の意。「しろばなねこのめさう」は、牧野富太郎 (1889)による命名である。
種小名（種形容語）album は、「白色の」の意味。

## ギャラリー

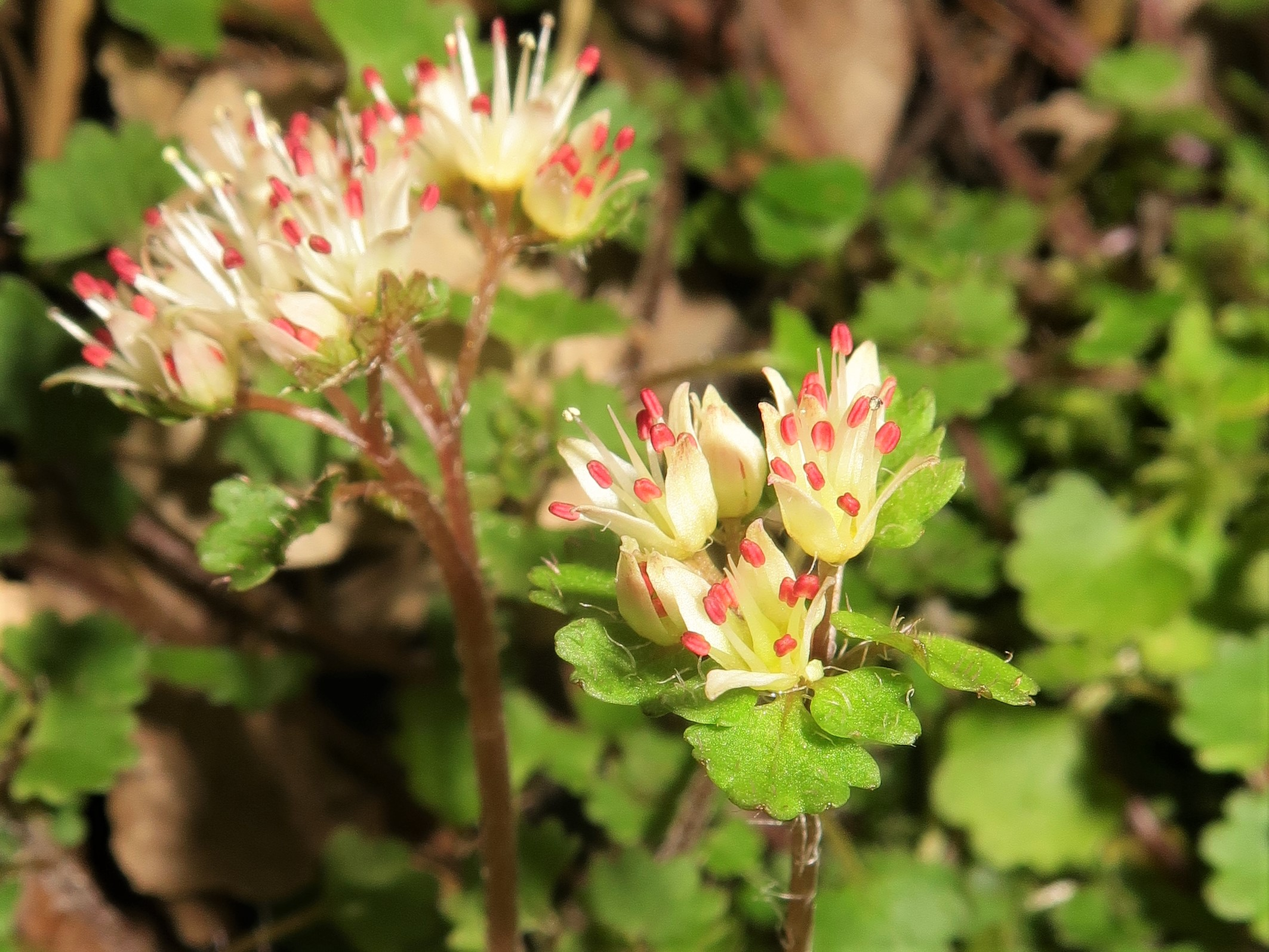
萼裂片は長卵形で先端は鋭形になり、花時に白色である。雄蕊は8個あり、裂開直前の葯は暗紅色になる。 京都府京都市 2021年3月下旬
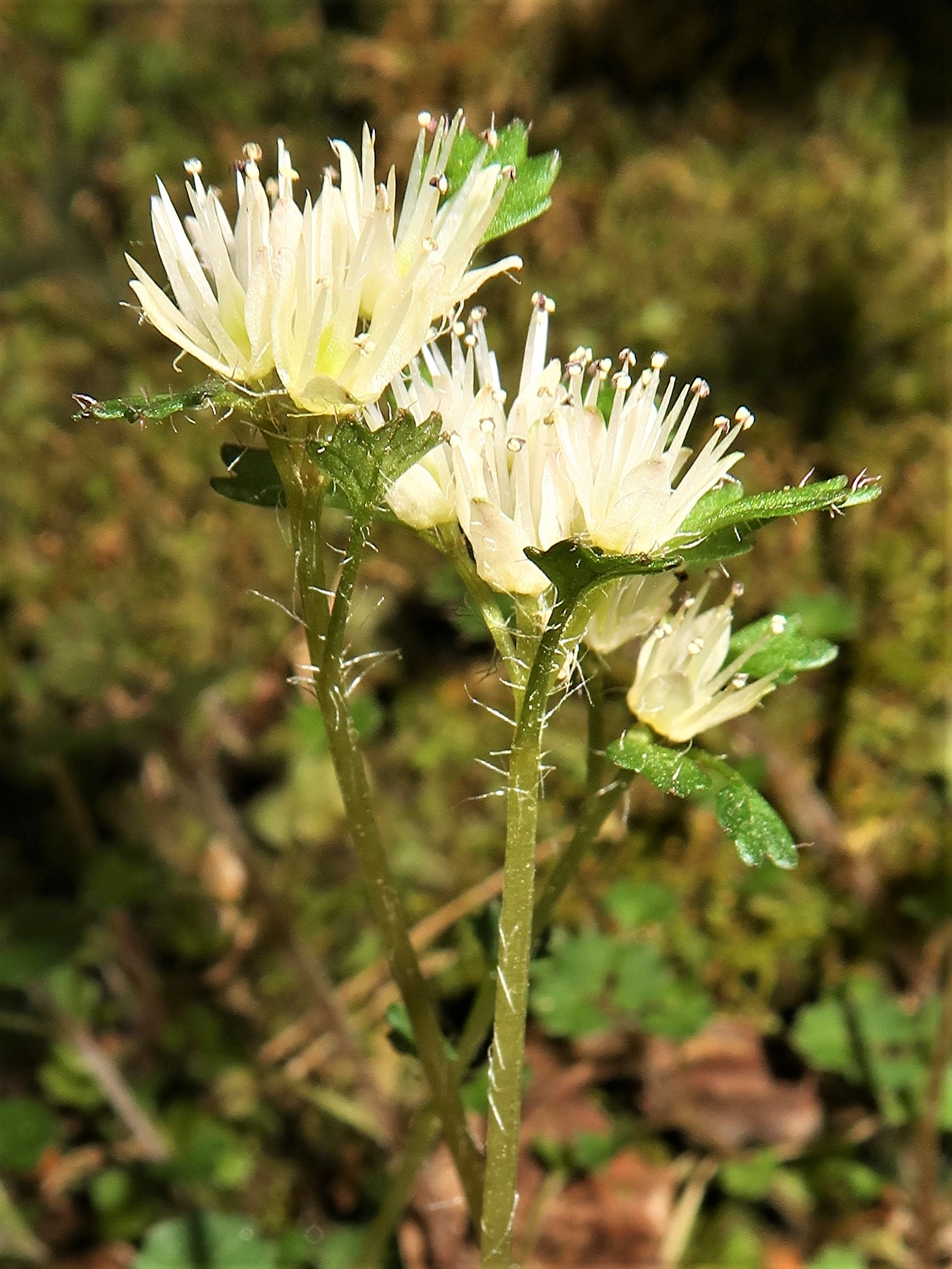
花茎に白色の軟毛が生える。花粉は白色。
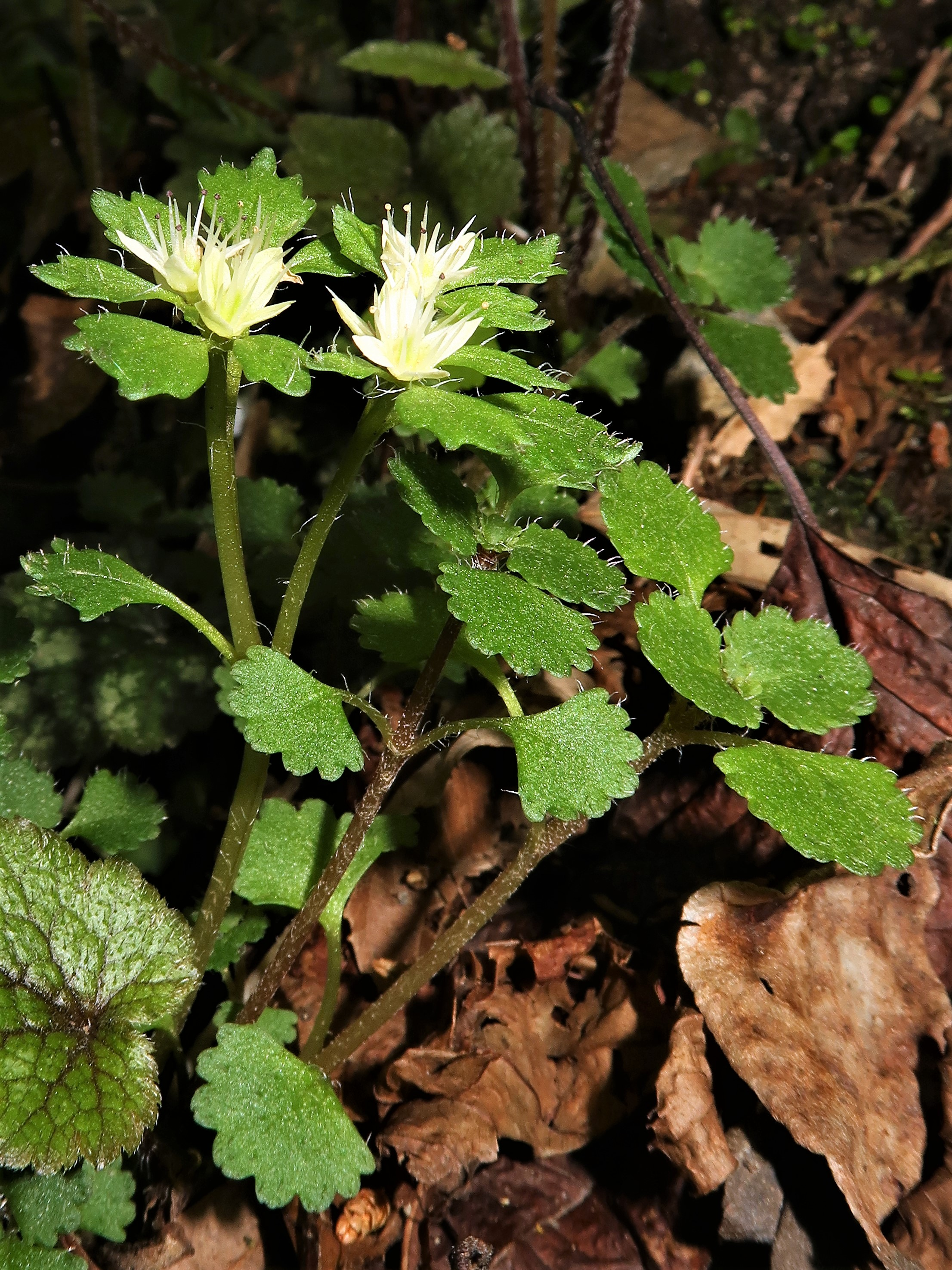
葉は扇状円形から円腎形で、基部は鈍形またはくさび形となり、上縁には5-9個の半円状の鋸歯がある。全体に白軟毛が多い。

## 下位分類
下位分類として変種に次の4種がある。基本種を含め、果実期の萼裂片は、白色または黄色から淡緑色に変色する。

### ハナネコノメ
ハナネコノメ（花猫の目） Chrysosplenium album Maxim. var. stamineum (Franch.) H.Hara - 基本種と比べると植物体全体に毛は少ない。走出枝は暗紫色をおび、花後に根の近くから四方に伸長し、黒紫色をおび細く、白色の縮毛が生える。葉の鋸歯は3-7個ある。花茎は直立して高さ5cmほどになる。茎葉は一般的に対生であるが互生も交じる。花序は茎先に2-3個の花がつく。萼裂片は白色で4個、長さ5mmほどの長倒卵形で、鐘状に開き、先は円頭または鈍頭で基本種ほどとがらない。雄蕊は8個で、成熟すれば長さ3.5-6mmになり、萼裂片から突き出る。裂開直前の葯は暗紅色をしている。花期は3月下旬-4月。日本固有種で、本州の福島県から京都府にかけて分布する。和名は白色の花と暗紅色の葯の対照の美しさからきたという。植物学者の原寛 (1938)による記載命名である。

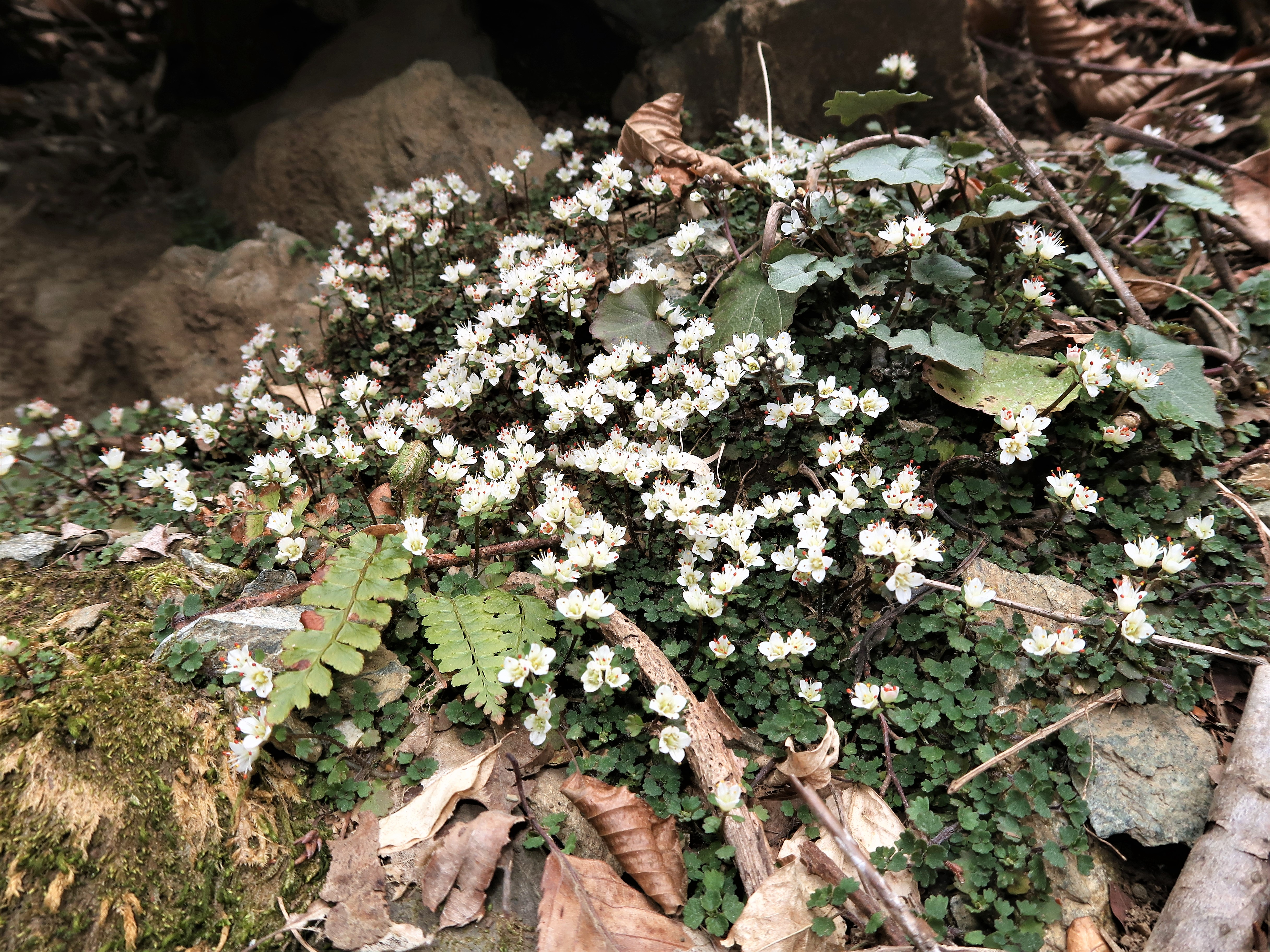
福島県浜通り地方 2019年3月下旬
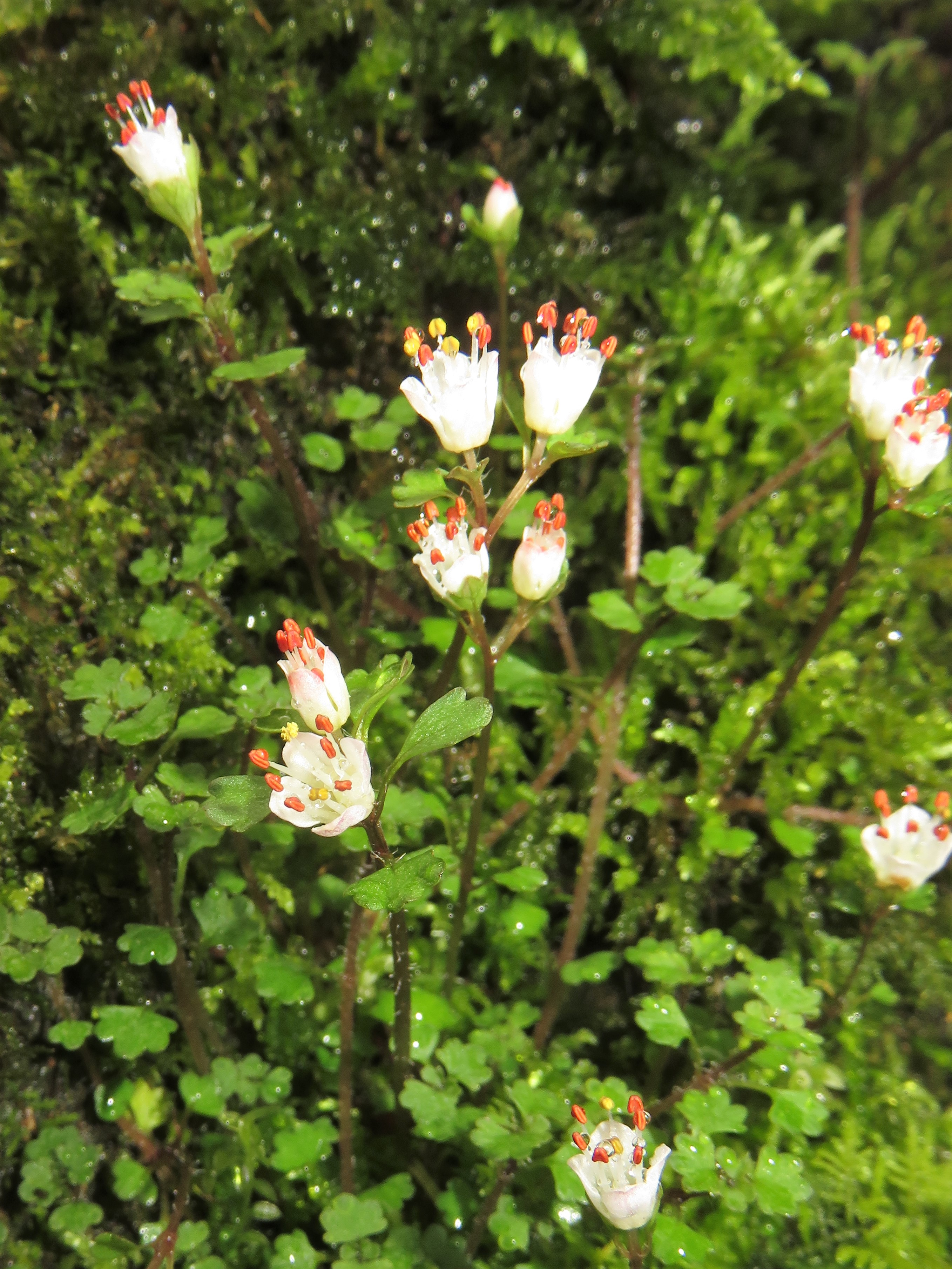
萼裂片は白色で先は円頭または円頭。雄蕊は萼裂片より長い。
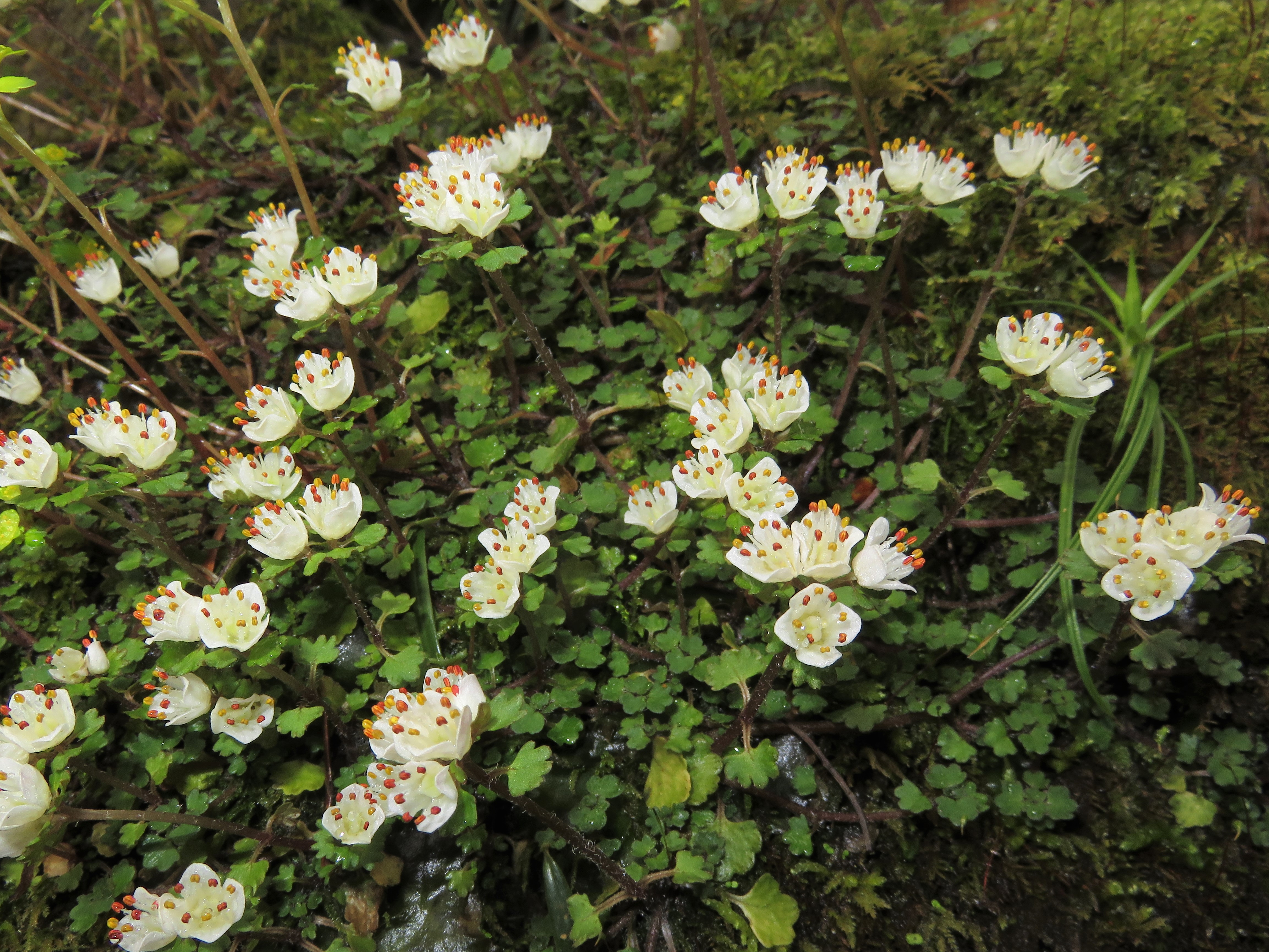
雄蕊は8個で、裂開直前の葯は暗紫色。
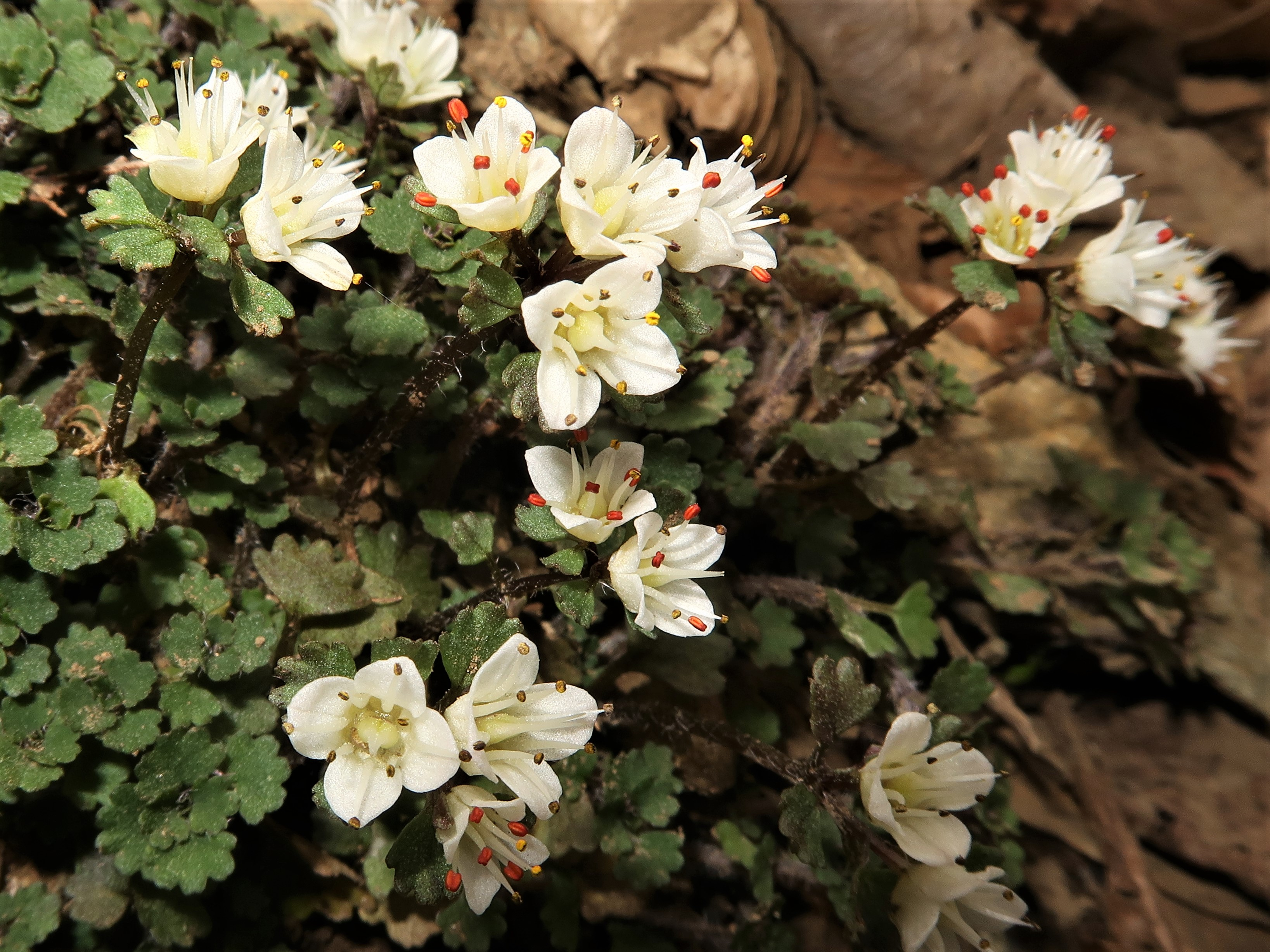
葯が裂開した後の花粉は黄色。

### キバナハナネコノメ
キバナハナネコノメ（黄花花猫の目） Chrysosplenium album Maxim. var. flavum H.Hara - 基本種やハナネコノメとの違いは、花期の萼裂片が鮮やかな黄色であることである。走出枝は花後に伸長し、栄養繁殖をするのでパッチ状に密集することがある。葉は対生し、葉柄は長さ2-7mm。葉身は扇形で、長さ1-8mm、幅2-9mmになり、縁の鋸歯は2-4個の深い円形となり、裏面は暗紫色をおびる。花茎は暗紫色をおび、直立して高さ2-7cm。花期は3-4月。花は1-6個がやや密な集散花序につく。萼裂片は、ハナネコノメと比べやや短く、広卵形または円形で先は鈍形または円頭になり、かなり平開する。雄蕊は8個で、萼裂片から長く突き出る。日本固有種で、本州の東海地方（岐阜県、静岡県、愛知県）に分布し、深山の渓流沿いや滝近くの湿った場所に生育する。原寛 (1958)による記載命名である。
準絶滅危惧（NT）（環境省レッドリスト）
（2020年、環境省）

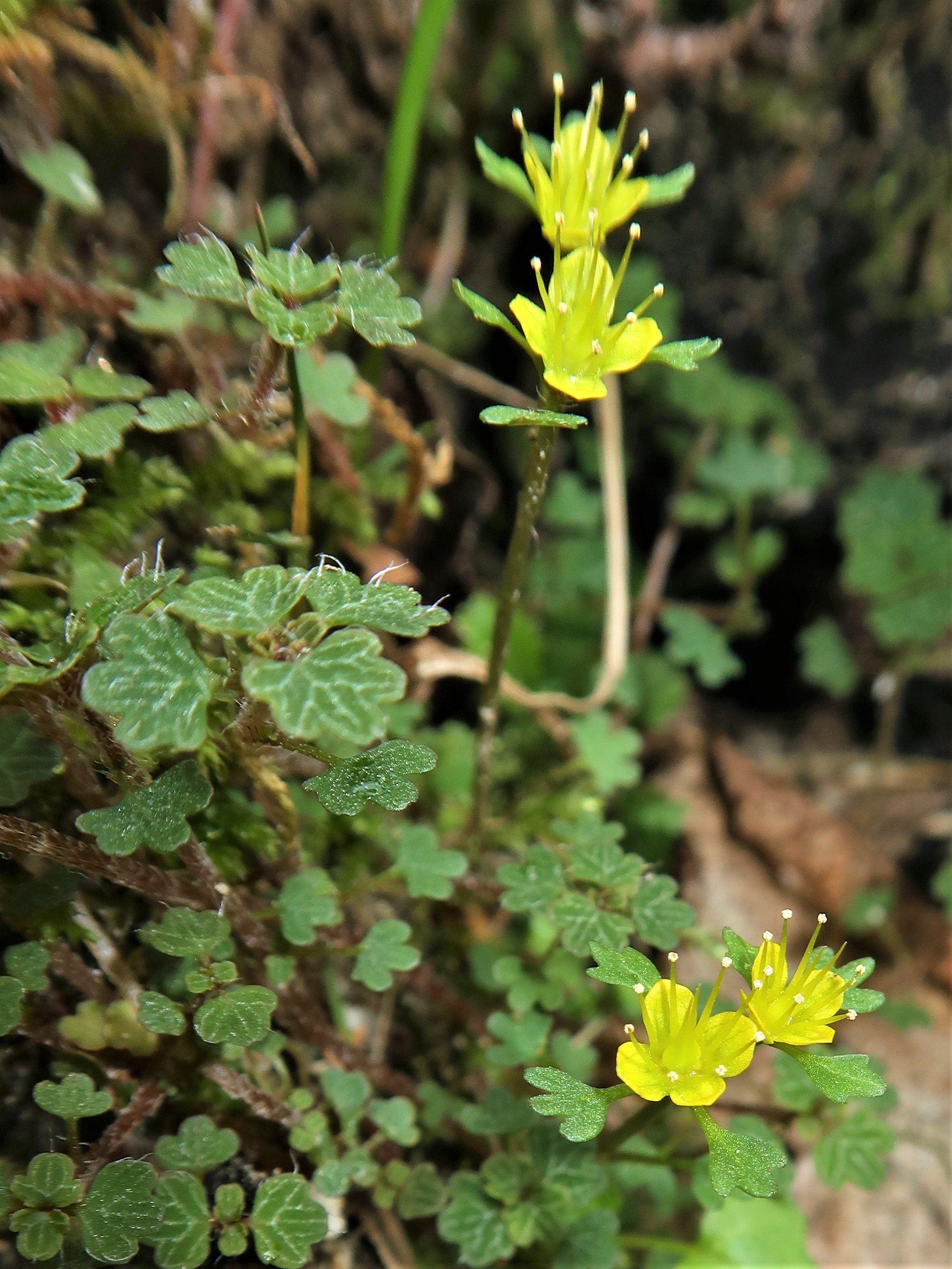
岐阜県東濃地区 2019年5月上旬
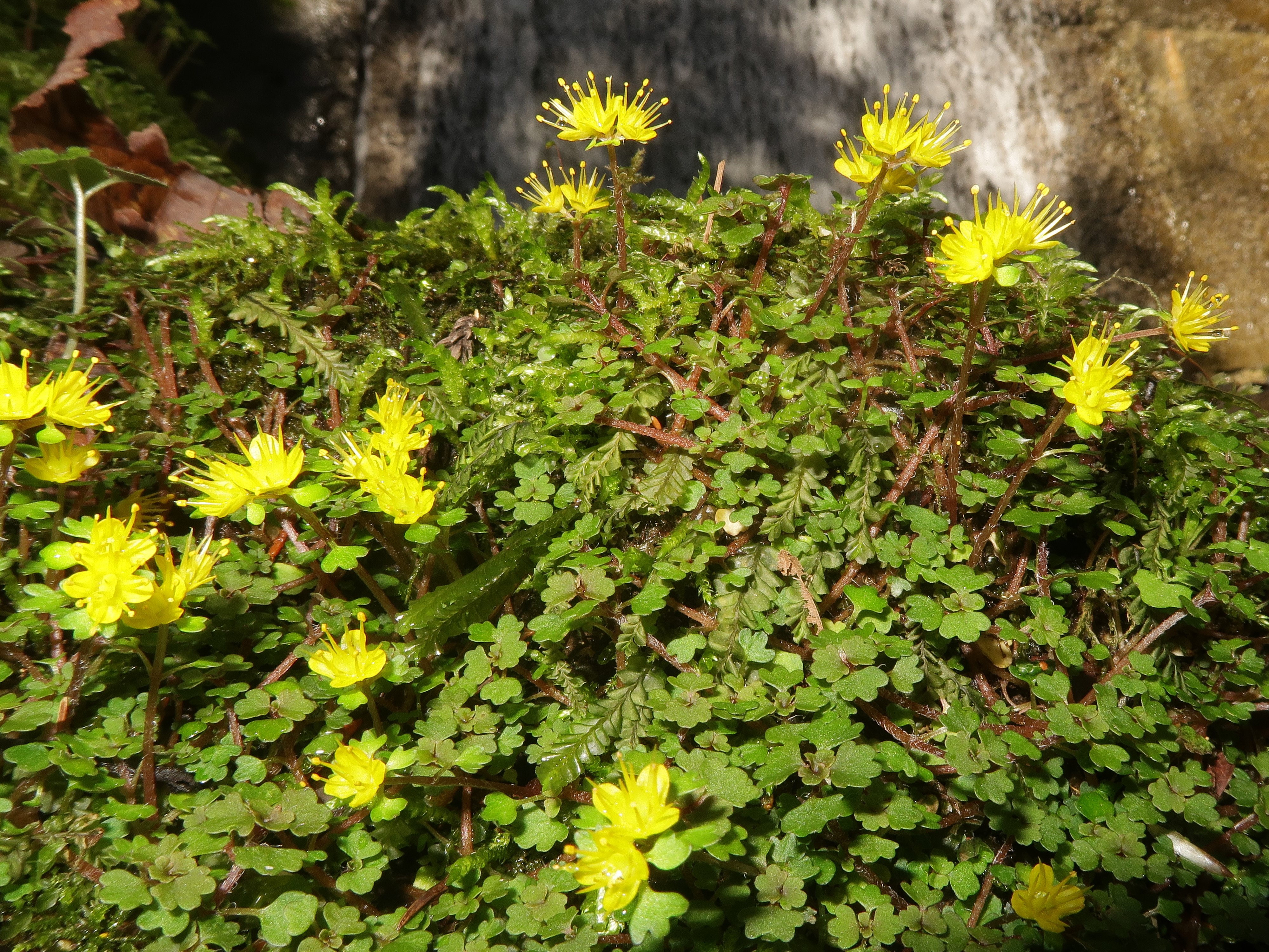
生育環境。沢沿いの湿った岩場にパッチ状に密集している。 愛知県北設楽郡 2021年4月中旬
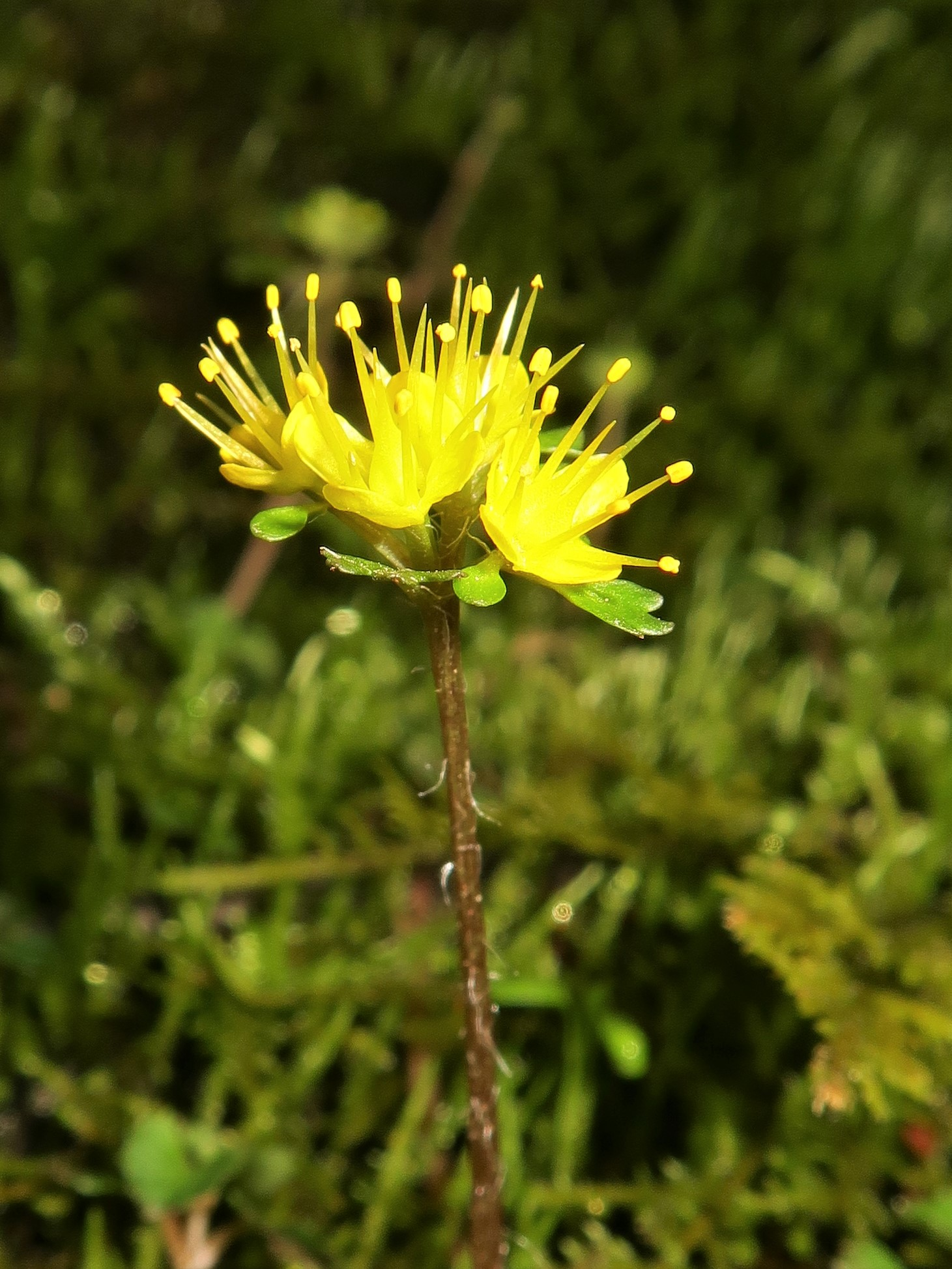
萼裂片のほか、花糸、花柱も黄色い。

### キイハナネコノメ
キイハナネコノメ（紀伊花猫の目） Chrysosplenium album Maxim. var. nachiense H.Hara - 萼裂片は白色。基本種やハナネコノメと比べ、萼裂片は短く、長さ2-3mm。雄蕊は萼裂片よりわずかに短く、花柱とともに萼裂片を突き出ない。花は白色であるが、形態的には別種のコガネネコノメソウに似る。裂開直前の葯は紫色になる。原寛 (1957)による記載命名である。日本固有種で、紀伊半島南部の南側、三重県最南部から和歌山県田辺市北西部にかけて分布する。花期は2月上旬-3月中旬と早い

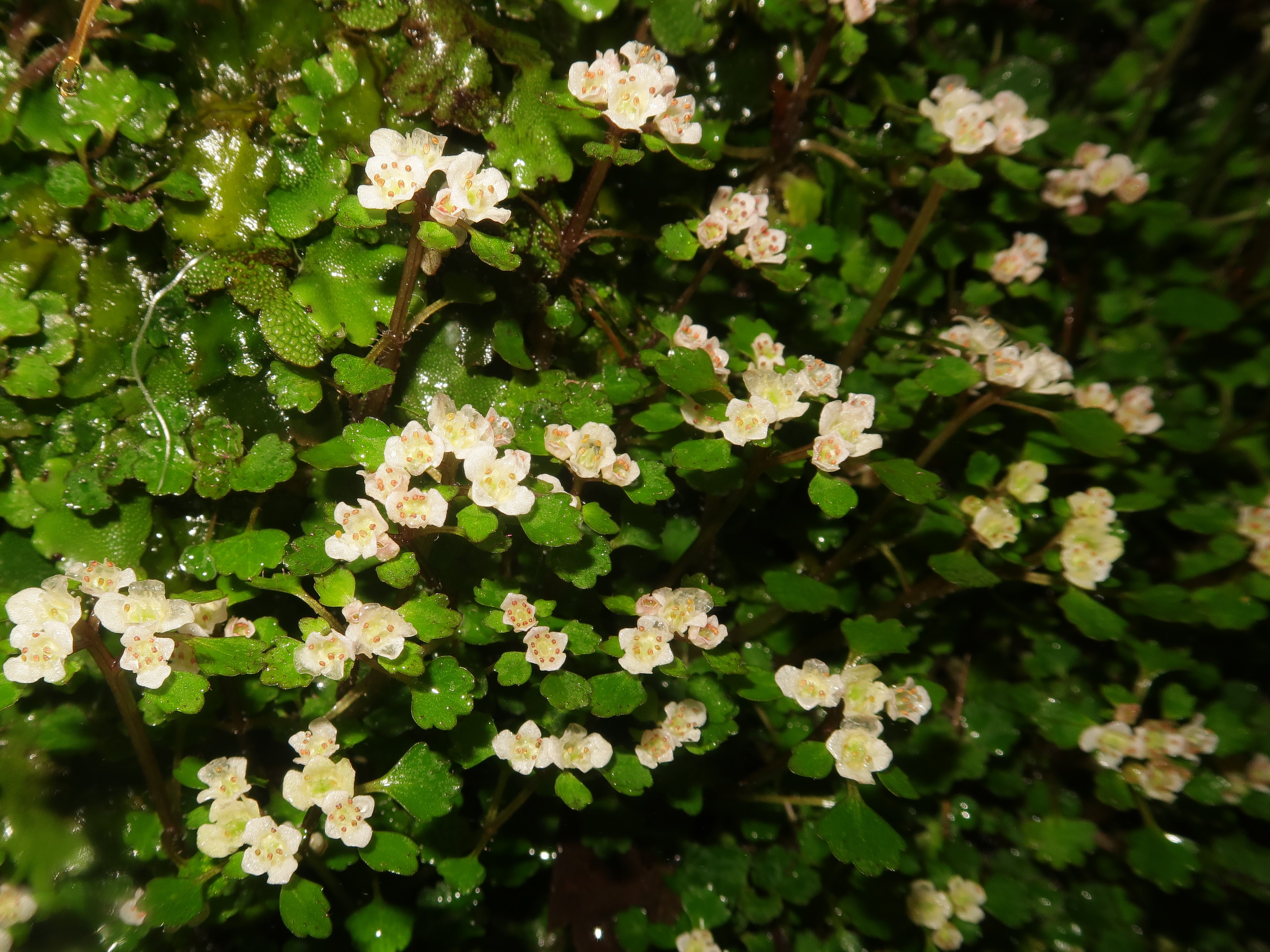
和歌山県田辺市 2021年3月上旬
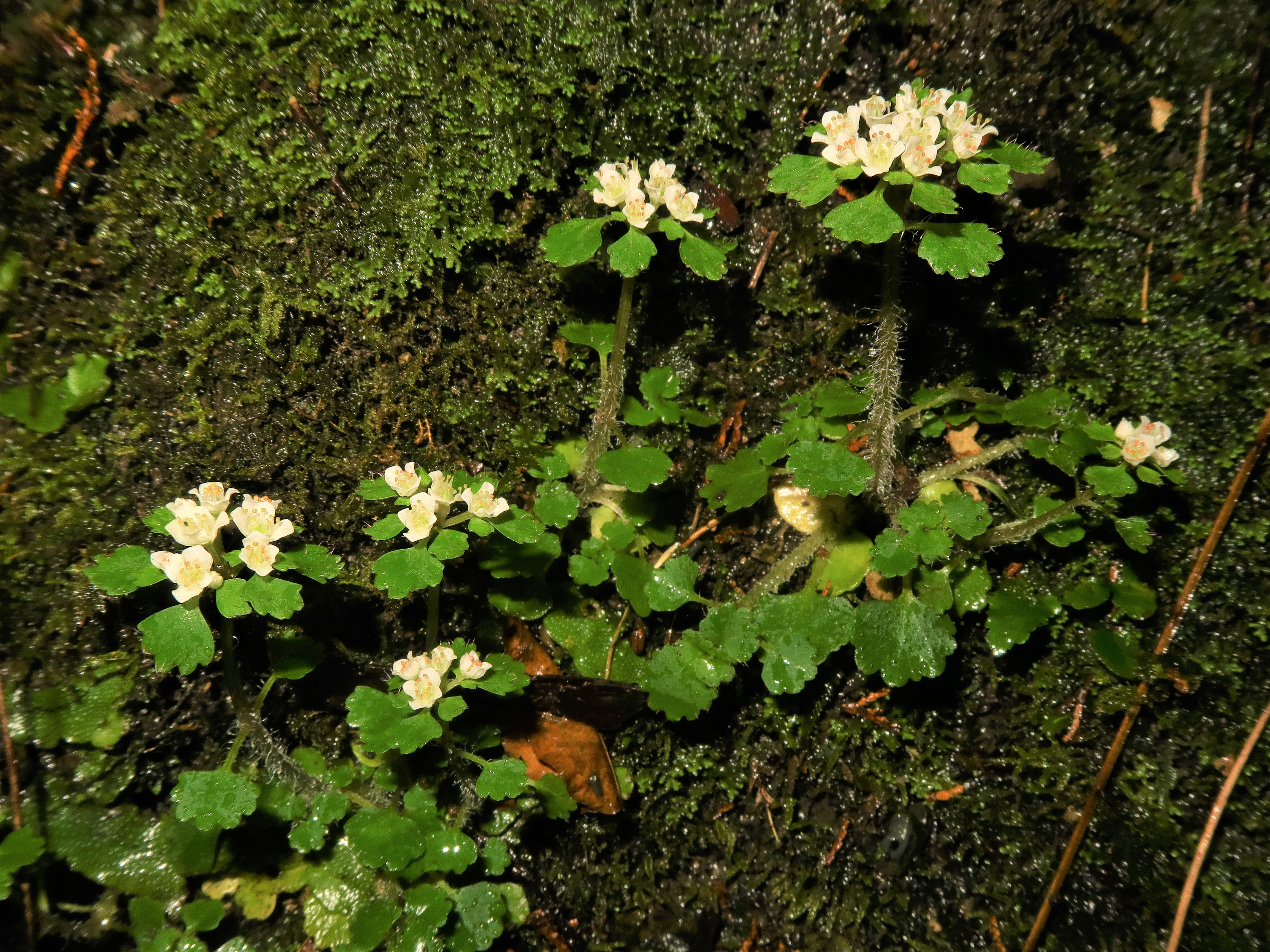
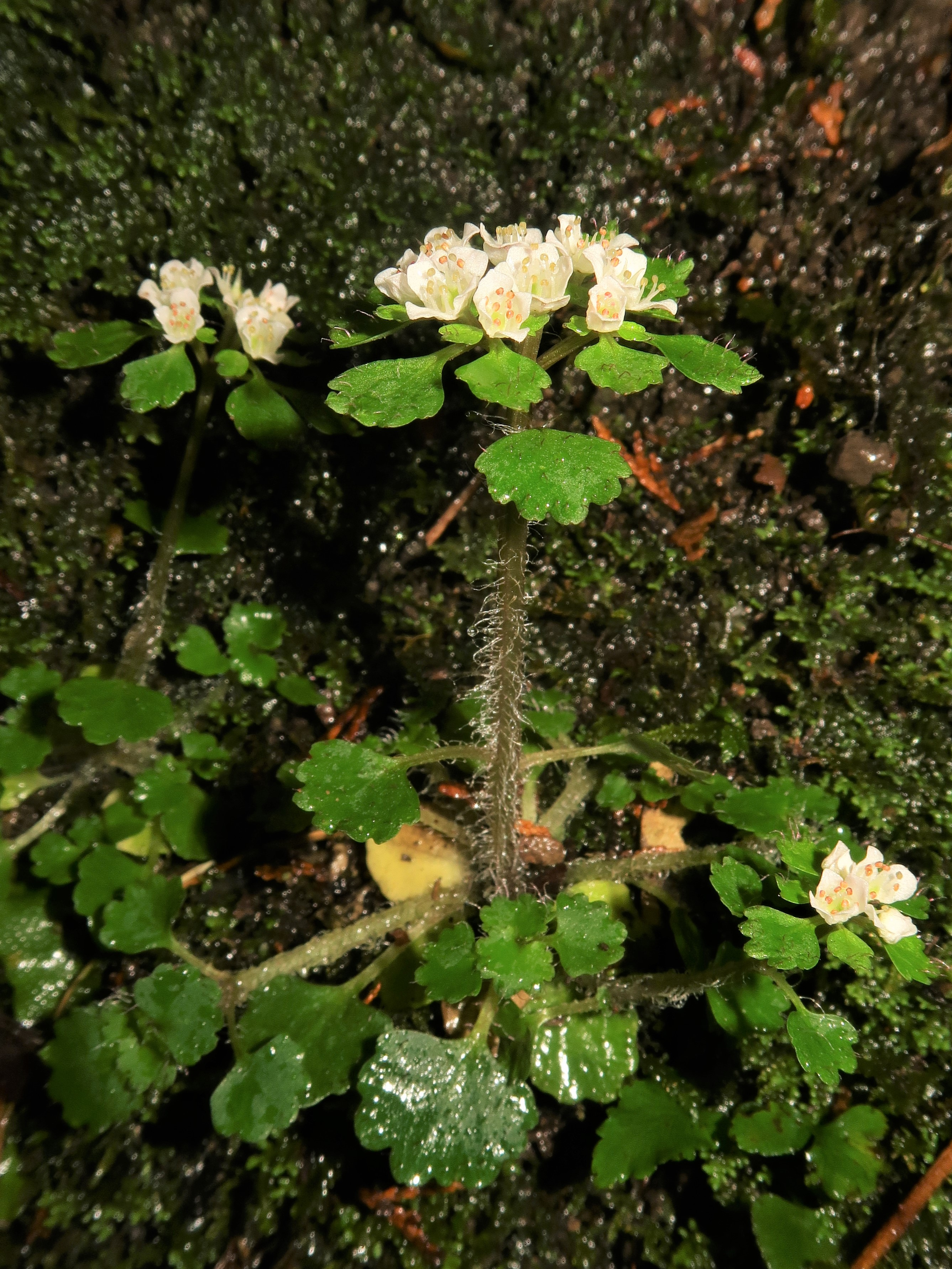
雄蕊は萼裂片よりわずかに短く、花柱とともに萼裂片を突き出ない。
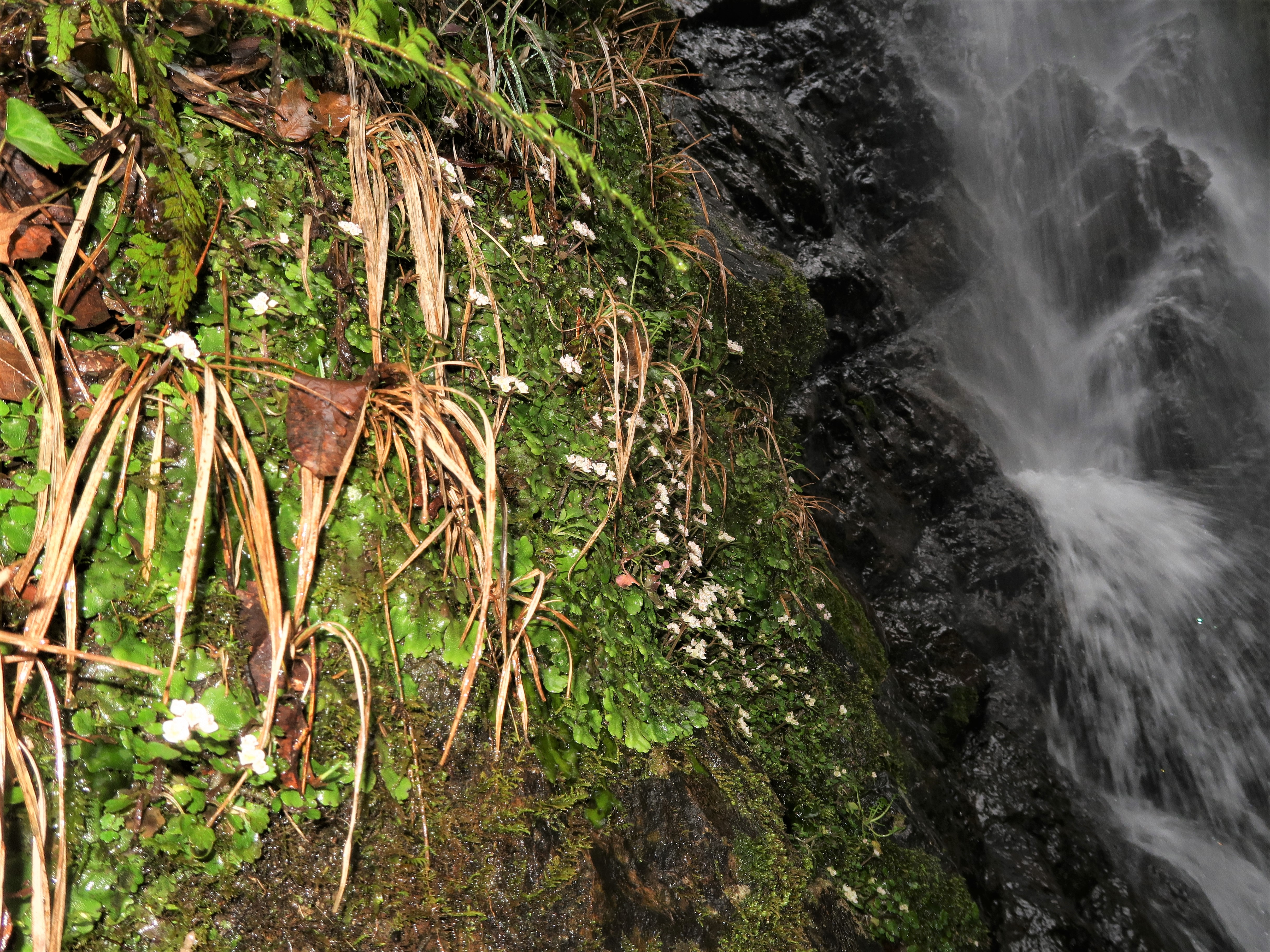
滝の水しぶきがかかる環境で生育する。

### トツカワハナネコノメ
トツカワハナネコノメ Chrysosplenium album Maxim. var. totsukawaense J.Oda et Nagam. - 2020年記載の新しい変種。花時の茎は直立し、軟らかい円柱形で、高さ5-20cm、太さ0.8-1.2mm、緑色から紫褐色、軟毛とともに白色の長毛が疎らに生える。根出葉は葉柄があり、しばしば花時まで残る。葉身は長さ7-10mm、幅8-12mm、扇形または扁円形で、両側に1-2個の円い鋸歯があり、基部はやや切形でしばしば葉柄に流れ、長い毛がまばらに生える。葉柄には長さ10-40mmの長い毛が生える。茎葉は無柄または有柄、葉身は長さ3-10mm、幅4-12mm、両側に1-2個の円い鋸歯がある。
花期は2月下旬から3月下旬。萼裂片は白色で、長さ2.0-2.6mm、幅1.5-2.9mm、先端は円みをおび、上半分は反曲する。雄蕊は8個で、花糸は長さ2.6-3.2mmあり、萼裂片を0.3-1.0mm超出する。裂開直前の葯は暗赤褐色で、花粉粒は白味がかった黄色から黄色になる。花柱は長さ1.6-2.2mmで、萼裂片から超出する。蒴果は斜開し、萼裂片から超出する。種子は卵球形で、長さ0.6-0.7mm、褐色で、10-12個の隆条に低い円形の乳頭状突起がならぶ。日本固有種。本州紀伊半島南部北側の三重県、奈良県、和歌山県に分布し、標高200-500mの低山帯の、小さな滝の崖地に限って生育する。織田および永益 (2020)による記載命名である。2022年には、織田らによって四国の徳島県にも分布することが報告された。

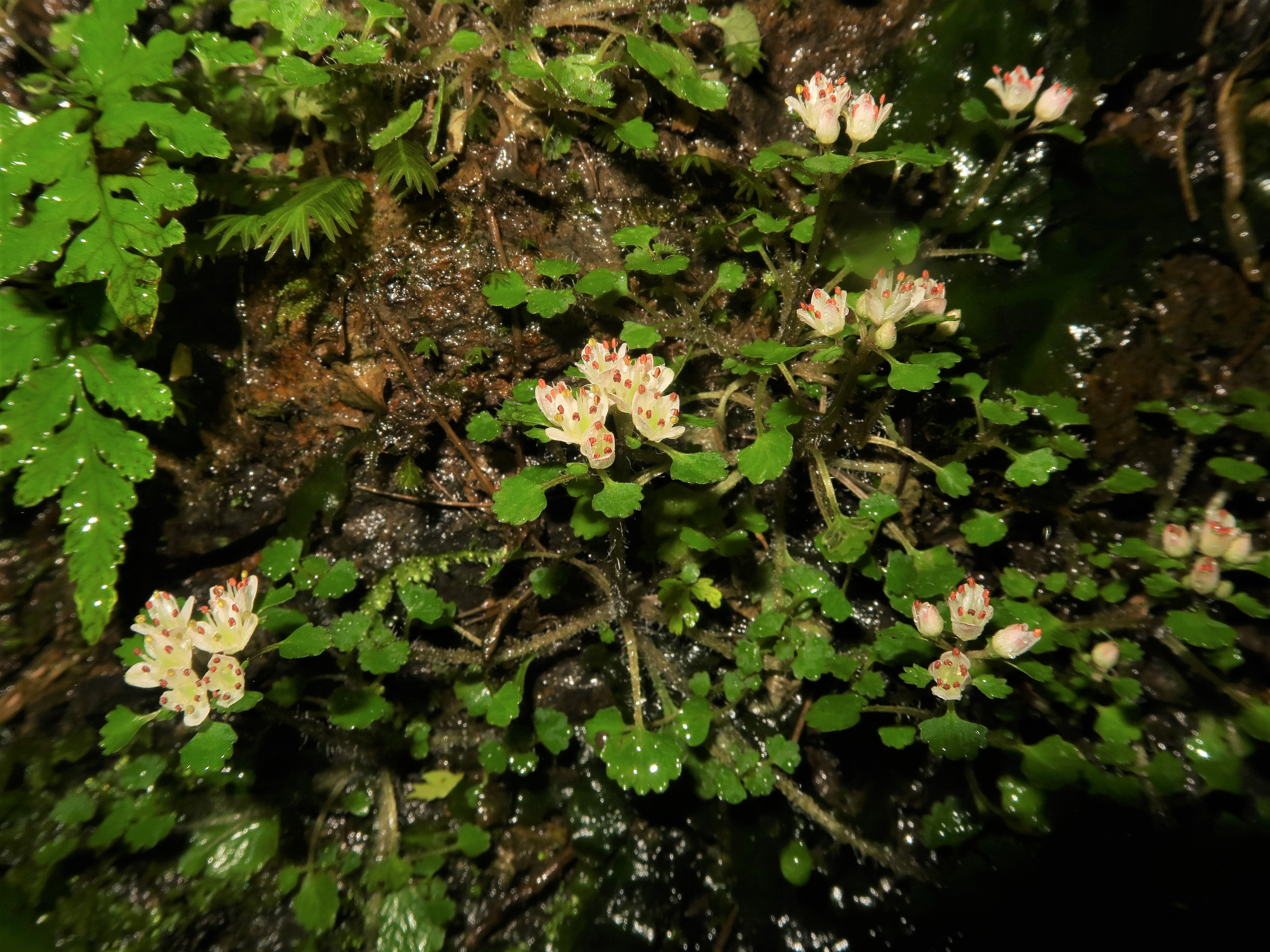
奈良県十津川村 2021年3月上旬
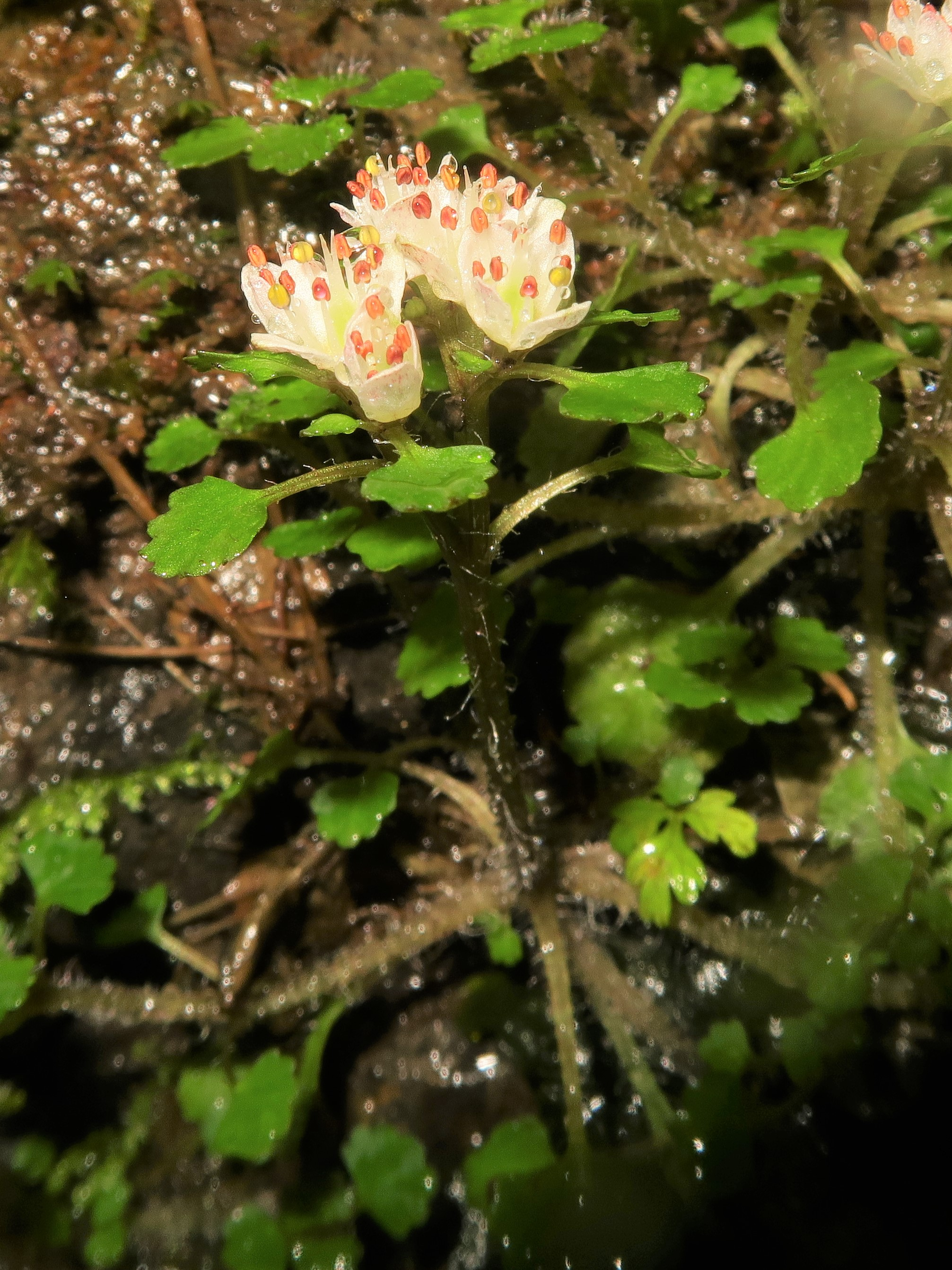
茎は緑色から紫褐色、軟毛とともに白色の長毛が疎らに生える。
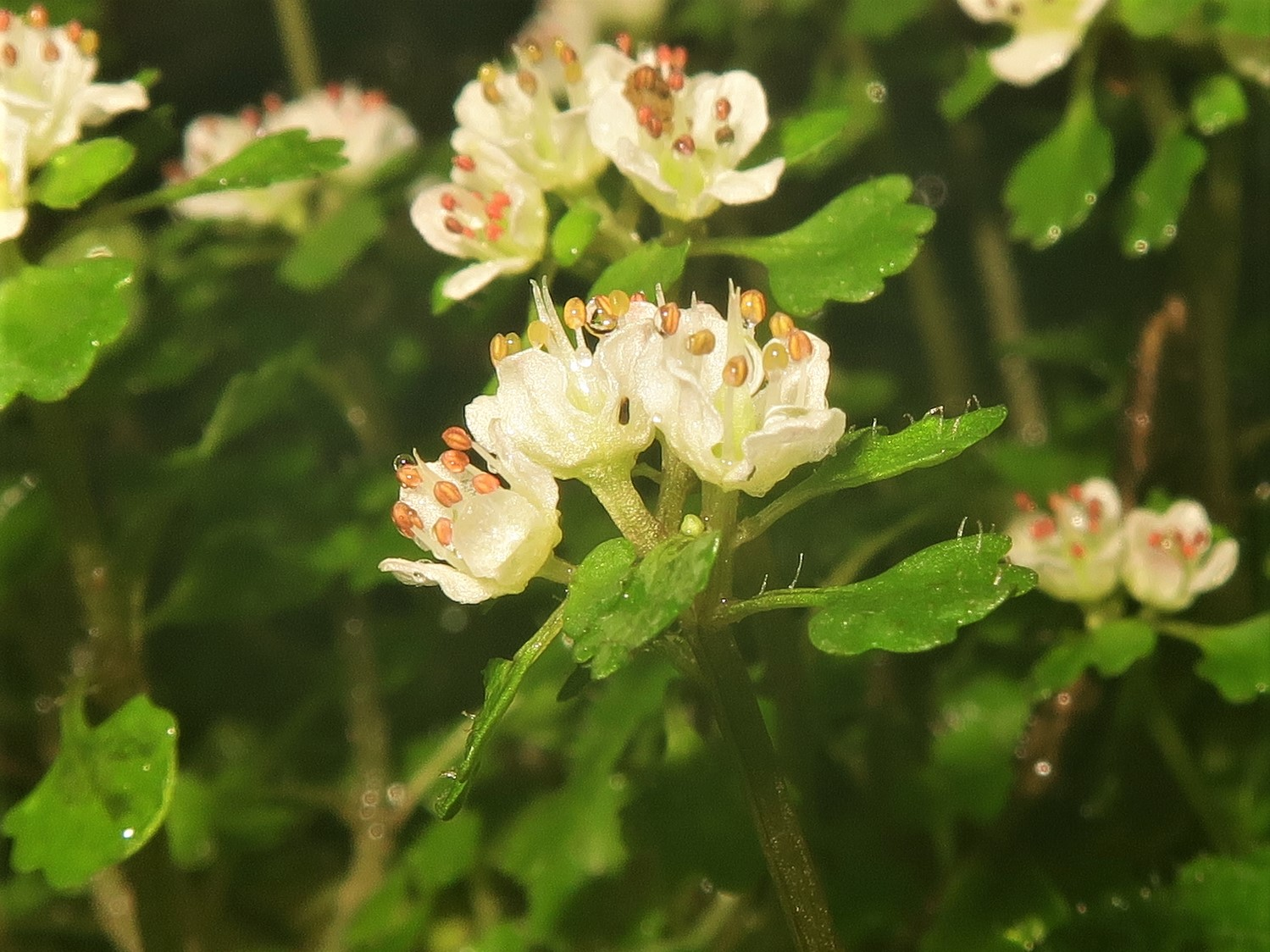
萼裂片の先端は円みをおび、上半分は反曲し、雄蕊は萼裂片をわずかに超出する。
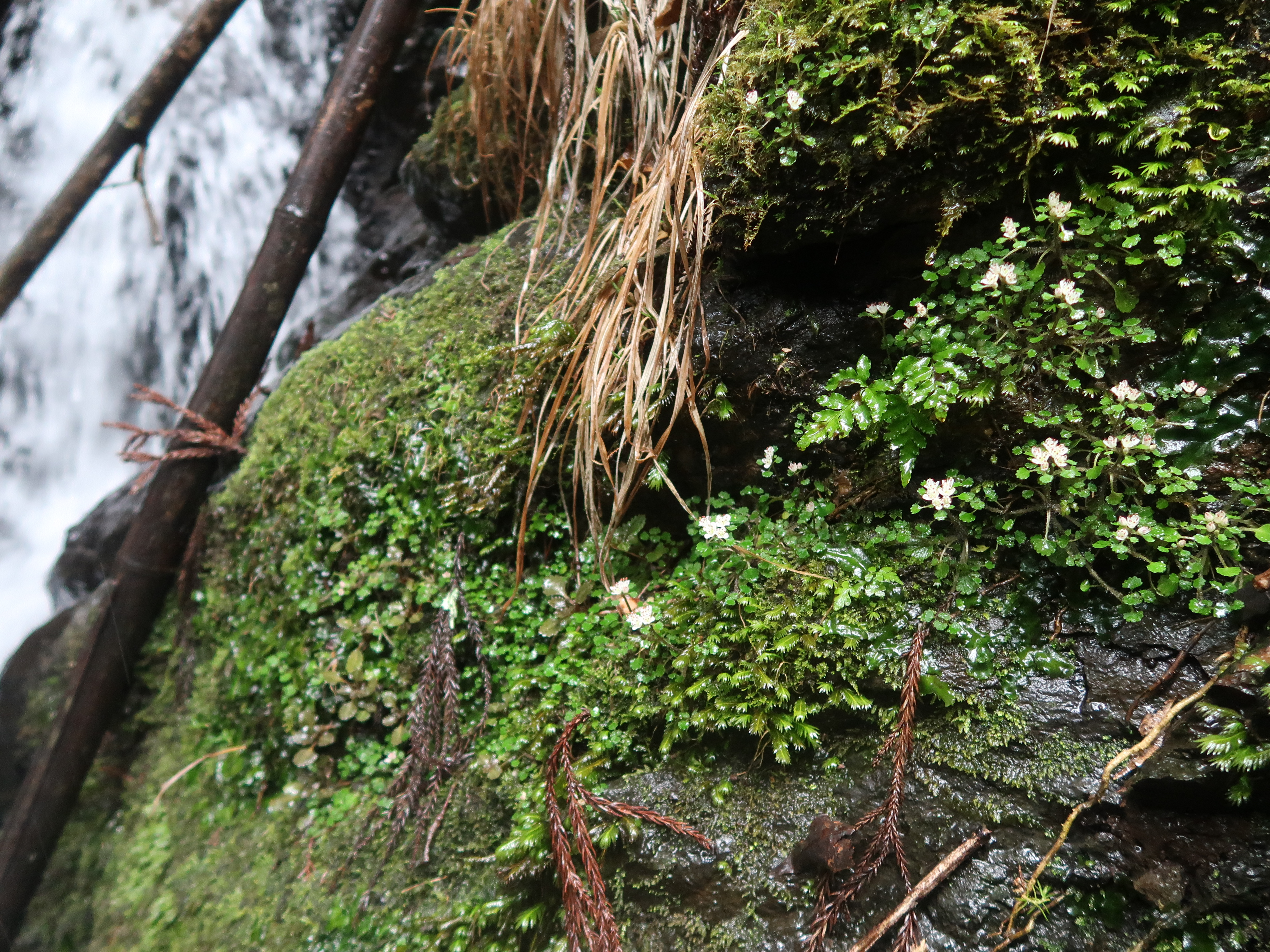
小さな滝の崖地に生育する。

## 花粉の色による変種間の判別
ハナネコノメの花粉の色は東日本（福島県から岐阜県北東部にかけて）では黄色、シロバナネコノメソウの花粉の色は西日本（岐阜県南西部から九州宮崎県にかけて）では白色であるとする調査報告がある。